# 알렉시 파파스

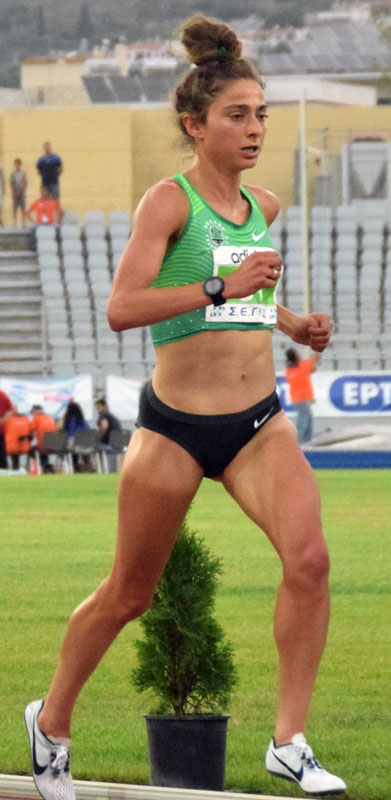

알렉시 파파스(Alexi Pappas, 1990년 3월 28일 ~ )는 미국의 육상 선수, 영화배우, 영화 프로듀서이다.
앨러미다에서 태어났다.

## 영화
- 올림픽 드림스 (2019년) - 페넬로페 역
- 트랙타운 (2016년)
- 톨 에즈 어 바오밥 트리 (2012년)